# پیانا کریکسیا
پیانا کریکسیا (به ایتالیایی: Piana Crixia) یک کومونه در ایتالیا است که در استان ساونا واقع شده‌است. پیانا کریکسیا ۲۹٫۶ کیلومتر مربع مساحت و ۸۲۶ نفر جمعیت دارد.